# Dolly, Dolly, Dolly
Dolly, Dolly, Dolly är ett studioalbum av Dolly Parton, släppt i mars 1980. Det kom i samband med hennes försök till "popigare" framgångar kring 1980, och var då det album av henne som påminde minst om traditionell country, och flera melodier påminde starkt om disco. Albumets två singlar, "Starting Over Again" (skriven av discomusikern Donna Summer) och "Old Flames Can't Hold a Candle to You" toppade dock countrylistan i USA ("Starting Over Again" nådde också #36 på poplistan), och albumet fick mindre bra kritik.
2007 återutgavs albumet i Storbritannien, som tvåpack tillsammans med Great Balls of Fire från 1979, och därmed blev det för första gången tillgängligt på CD.

## Låtlista
1. Starting Over Again
2. Same Old Fool
3. Old Flames Can't Hold a Candle to You
4. Sweet Agony
5. Say Goodnight
6. Fool For Your Love
7. Even a Fool Would Let Go
8. You're the Only One I Ever Needed
9. I Knew You When"
10. Packin' It Up

## Medverkande
- Eddie Anderson – trummor
- Anita Ball – sång
- Jeff Baxter – gitarr
- George Bohannon – valthorn
- Alexandra Brown – sång
- Lenny Castro – dirigent
- Steve Cropper – gitarr
- Denise DeCaro – sång
- Frank DeCaro – stråkar
- Richard Dennison – sång
- Nathan East – bas
- Chuck Findley – valthorn
- Roy Galloway – sång
- Gary Grant – horn
- Jay Graydon – gitarr
- William "Bill" Greene – sång
- Gary Herbig – valthorn
- Jim Horn – valthorn
- Richard Hyde – trombon
- Abraham Laboriel – bas
- Albert Lee – gitarr
- Joe McGuffee – gitarr
- Terry McMillan – munspel
- Gene Morford – sång
- Ron Oates – klaviatur
- Dolly Parton – sång
- Gregg Perry – piano
- Jim Salestrom – sång
- Tom Saviano – valthorn
- Tom Scott – valthorn
- Michael Severs – gitarr
- Leland Sklar – bas
- Buddy Spicher – fiol
- Stephanie Spruill – sång
- Fred Tackett – gitarr
- Red Young – klaviatur